# Kościół św. Andrzeja Boboli w Gąsiorach
Kościół św. Andrzeja Boboli w Gąsiorach – rzymskokatolicki kościół w  Gąsiorach, który jest świątynią Parafii św. Andrzeja Boboli w Gąsiorach.

## Historia
Istotną datą w dziejach parafii Gąsiory jest rok 1996. Zapadła wówczas decyzja o budowie świątyni. Dzieła tego podjął się ks. proboszcz Sylwester Borkowski. Kościół miał zostać usytuowany na miejscu drewnianego kościoła wybudowanego w 1993 roku.
Prace rozpoczęły się 10 września 1997 roku, zaś 21 czerwca 1998 roku poświęcony został kamień węgielny. Ceremonii tej przewodniczył bp Henryk Tomasik, sufragan siedlecki. Kamień węgielny - pochodzący z Janowa Poleskiego, miejsca męczeńskiej śmierci św. Andrzeja Boboli - został podarowany przez ks. kardynała Kazimierza Świątka, administratora diecezji pińskiej na Białorusi. Uroczyste poświęcenie i oddanie świątyni do użytku wiernych odbyło się 2 września 2001 roku. 